# Aténolf III de Bénévent

Aténolf III de Bénévent  († 943 ?), surnommé de Carinola, prince corégent de Capoue et de Bénévent de 936 à 943.

## Origine
Aténolf III est le fils aîné du Prince Landolf Ier de Capoue-Bénévent. Il est associé comme corégent de Capoue et de Bénévent par son père le 12 janvier 936. Après la mort de Landolf Ier le 4 octobre 943, il lui succède brièvement sur le trône mais il disparaît des sources, vraisemblablement tué ou écarté du pouvoir par son frère Landolf II de Capoue-Bénévent qui avait été associé au trône en janvier 943 par leur père. 
Aténolf III avait épousé en 925 Rotilde, une fille de Guaimar II de Salerne, dont deux enfants selon le Chronicon Salernitanum.

## Articles liés
- Landulfides
- Prince de Capoue

## Sources
- Jules Gay L'Italie méridionale et l'Empire byzantin depuis l'avènement de Basile Ier jusqu'à la prise de Bari par les Normands (867-1071) Albert Fontemoing éditeur, Paris 1904 p. 636.
- (en) Atenulf III (943) sur le site Medieval Lands.